# Evgenij Jur'evič Tomaševskij
Evgenij Jur'evič Tomaševskij (in russo Евгений Юрьевич Томашевский?; Saratov, 1º luglio 1987) è uno scacchista russo, Grande maestro, Campione europeo assoluto nel 2009.
Ha ottenuto il titolo di Maestro Internazionale nel 2001 e quello di Grande maestro dal 2005 .
È stato per lungo tempo allenato dal GM russo Jurij Razuvaev, a cui attribuisce il merito di gran parte dei suoi recenti successi.
Nella lista FIDE di settembre 2015 ha raggiunto il proprio record personale Elo, con 2758 punti, piazzandosi numero 13 del mondo.

## Principali risultati
- 1997: 1º al campionato russo under-10
- 2001: 1º al campionato russo under-18 di Rybinsk, con 9/10
- 2003: 3º al campionato del mondo under-16 di Kallithea; 1º a Kazan'
- 2004: 2º al campionato del mondo under-18 di Heraklion[3]
- 2006: 1º a Saratov
- 2007: 2º con Dmitrij Jakovenko, Ni Hua e Wang Yue nell'Open Aeroflot di Mosca (vinto da Evgenij Alekseev)
- 2009: in marzo vince a Budua il Campionato europeo individuale di scacchi (306 partecipanti, tra cui oltre 150 grandi maestri), superando allo spareggio Vladimir Malachov[4]
- 2011: 2º a pari punti (6,5) con il vincitore Lê Quang Liêm e Nikita Vitjugov nell'Open Aeroflot
- 2013: in settembre arriva in Semifinale della Coppa del Mondo di Tromso, battuto da Dmitrij Andrejkin.
- 2015: in agosto vince il Campionato russo di scacchi
- 2015: nel novembre a Reykjavík, da terza scacchiera, vince con la Russia, il Campionato Europeo 2015 a squadre per nazioni .[5]